# سوزان سلمان
سوزان سلمان، ممثلة سورية (1983- 25 يونيو 2014) ولدت في قرية السودا التابعة لمحافظة طرطوس، تخرجت من المعهد العالي للفنون المسرحية، وقدمت عددا من الأعمال الفنية، وتوفيت في دمشق جراء سقوط قذيفة هاون على منزلها أصابت غرفتها مباشرة حيث كانت تجلس.

## سيرتها الفنية
بدأت مشوارها الفني منذ سنوات قليلة، واقتصرت أعمالها على أدوار ثانوية، من أهم الأعمال التي شاركت بها الممثلة الراحلة مسلسلات تلفزيونية هي «المارقون» و«يوميات مدير عام-2» و«كريزي تي في» وخماسية «الحب كله»، فيما كان دورها في مسلسل «حدث في دمشق» آخر أعمالها.